# Arrampicata sportiva ai Giochi olimpici
L'arrampicata sportiva è stata inserita per la prima volta all'interno del programma olimpico ai Giochi della XXXII Olimpiade di Tokyo, originariamente previsti per il 2020 ma posticipati al 2021 a causa della pandemia di COVID-19. Il CIO ha approvato la presenza dell'arrampicata sportiva anche ai Giochi olimpici di Parigi 2024 e Los Angeles 2028.

## Storia
Con l'approvazione dell'Agenda 2020 nel settembre 2014, il Comitato Olimpico Internazionale (CIO) stabilì che a partire dai Giochi olimpici di Tokyo 2020 i comitati organizzatori locali avrebbero potuto proporre al CIO di includere degli sport "aggiuntivi" al programma principale, con l'obiettivo di aumentare l'interesse della popolazione locale.
Il 28 settembre 2015 il comitato organizzatore di Tokyo 2020 propose al CIO cinque sport "aggiuntivi" da includere nel programma: arrampicata sportiva, baseball/softball, karate, surf e skateboard. La presenza dei cinque sport ai Giochi olimpici del 2020 venne approvata ufficialmente dal CIO il 3 agosto 2016, durante la 129ª Sessione del CIO tenutasi a Rio de Janeiro, Brasile.
Il 21 febbraio 2019 l'arrampicata sportiva venne proposta nuovamente come sport "aggiuntivo" da parte del comitato organizzatore di Parigi 2024, venendo approvata dal CIO il successivo 7 dicembre 2020. Il 9 dicembre 2021 il comitato esecutivo del CIO propose di rendere l'arrampicata sportiva, insieme allo skateboard e al surf, parte degli sport "principali" dei Giochi olimpici del 2028. Il 3 febbraio 2022 il CIO approvò ufficialmente la proposta.

## Programma
Ai Giochi olimpici del 2020 sono state disputate due gare di arrampicata sportiva: combinata maschile e combinata femminile; il formato della gara combinava tre discipline: arrampicata di velocità, bouldering e lead. Nei successivi Giochi olimpici del 2024 l'arrampicata sportiva ha avuto a disposizione altre due serie di medaglie, si è disputato quindi un evento separato per l'arrampicata di velocità mentre la gara di combinata è stata composta solo da bouldering e lead.
| Evento              | 20 | 24 | Edizioni |
| ------------------- | -- | -- | -------- |
| Combinata maschile  | X  | X  | 2        |
| Velocità maschile   | -  | X  | 1        |
| Combinata femminile | X  | X  | 2        |
| Velocità femminile  | -  | X  | 1        |
| Eventi per edizione | 2  | 4  |          |

## Medagliere
Aggiornato a Parigi 2024.
| Pos.   | Paese         | Oro | Argento | Bronzo | Totale |
| ------ | ------------- | --- | ------- | ------ | ------ |
| 1      | Slovenia      | 2   | 0       | 0      | 2      |
| 2      | Polonia       | 1   | 0       | 1      | 2      |
| 3      | Gran Bretagna | 1   | 0       | 0      | 1      |
| 3      | Indonesia     | 1   | 0       | 0      | 1      |
| 3      | Spagna        | 1   | 0       | 0      | 1      |
| 6      | Giappone      | 0   | 2       | 1      | 3      |
| 6      | Stati Uniti   | 0   | 2       | 1      | 3      |
| 8      | Cina          | 0   | 2       | 0      | 2      |
| 9      | Austria       | 0   | 0       | 2      | 3      |
| Totale | Totale        | 6   | 6       | 6      | 18     |

## Albo d'oro

### Maschile

#### Combinata
| Edizione                | Oro                     | Argento                  | Bronzo                   |
| ----------------------- | ----------------------- | ------------------------ | ------------------------ |
| Tokyo 2020              | Alberto Ginés López     | Nathaniel Coleman        | Jakob Schubert           |
| Parigi 2024             | Toby Roberts            | Sorato Anraku            | Jakob Schubert           |
| Atleta meglio premiato: | Atleta meglio premiato: | Nazione meglio premiata: | Nazione meglio premiata: |

#### Velocità
| Edizione    | Oro              | Argento | Bronzo     |
| ----------- | ---------------- | ------- | ---------- |
| Parigi 2024 | Veddriq Leonardo | Wu Peng | Sam Watson |

### Femminile

#### Combinata
| Edizione                                       | Oro                                            | Argento                                   | Bronzo                                    |
| ---------------------------------------------- | ---------------------------------------------- | ----------------------------------------- | ----------------------------------------- |
| Tokyo 2020                                     | Janja Garnbret                                 | Miho Nonaka                               | Akiyo Noguchi                             |
| Parigi 2024                                    | Janja Garnbret                                 | Brooke Raboutou                           | Jessica Pilz                              |
| Atleta meglio premiata: Janja Garnbret (2/0/0) | Atleta meglio premiata: Janja Garnbret (2/0/0) | Nazione meglio premiata: Slovenia (2/0/0) | Nazione meglio premiata: Slovenia (2/0/0) |

#### Velocità
| Edizione    | Oro                 | Argento     | Bronzo             |
| ----------- | ------------------- | ----------- | ------------------ |
| Parigi 2024 | Aleksandra Mirosław | Deng Lijuan | Aleksandra Kałucka |